# Route nationale 49a
Pour les articles homonymes, voir Route nationale 49.
La route nationale 49a, ou RN 49a, était une route nationale française contournant Maubeuge par l'ouest. Elle reliait la RN 49 (ouest) à la RN 2 (sud) en évitant la traversée du centre-ville (le contournement est par le Boulevard Charles de Gaulle n'existait pas). Elle correspondait aux actuels Boulevard de l'Europe et Avenue de la Gare. Elle a été déclassée en RD 902.